# 타일러 클로이드
타일러 제임스 클로이드(Tyler James Cloyd, 1987년 5월 16일 ~ )는  전 미국의 야구 선수이다.

## 미국 프로야구시절
2008년 드래프트에서 필라델피아 필리스에 지명됐다. 대학 2학년 때 학교로부터 징계를 받아 정규 경기에는 못 나오고 소프트볼 경기에 나오는 등 대학 시절에 그리 두각을 드러내지 못했지만, 당시 소속팀 투수코치가 필리스 구단에 추천하면서 지명됐다고. 2011년 더블A에 승격될 때에도 그저 그런 선발투수 중 1명이었지만, 2012년부터 확연히 달라졌다. 당시 트리플A에 있던 데이브 부시가 빈볼로 징계를 받으면서 대신 트리플A로 승격됐는데, 그 등판에서 좋은 모습을 보여 이후로도 트리플에이에 남았고, 이 해 12승 1패 평균자책점 2.35로 인터내셔널리그 최우수 투수로 선정됐다[3]. 또한 이 해 8월에는 부상을 당한 콜 해멀스를 대신해 메이저 리그에 데뷔, 6경기 선발투수로 등판해 2승 2패 4.91의 평균자책점을 기록했다. 2013년에도 트리플A와 메이저 리그를 오갔는데, 메이저 리그에서는 2승 7패 6.56의 평균자책점으로 부진했다.
2013년 성적 부진으로 시즌 후 지명할당됐는데, 클리블랜드 인디언스가 클레임을 걸어 클로이드를 영입했다. 그러나 좌완투수 클레이 라파다의 자리를 만들어주기 위해 인디언스는 다시 클로이드를 지명할당했고, 논텐더가 돼 자유계약 선수로 풀렸지만 다시 인디언스와 마이너리그 계약을 맺어 잔류했다. 2014년 7월 30일 신시내티 레즈의 산하 구단인 루이스빌 배츠를 상대로 볼넷 없이 몸에 맞는 공 1개만 내주고 투구수 87개로 노히트 노런을 기록했다. 비록 메이저 리그에는 올라가지 못했지만 10승 8패 3.89의 평균자책점으로 팀내 최다승, 최다이닝(166⅔이닝), 최다탈삼진(118개) 등을 기록했다.

## 한국 프로야구시절

### 삼성 라이온즈시절

#### 시즌 전
클리블랜드 인디언스에서 방출 기사가 뜨고난 이후, 2015년 1월 8일에 총액 공식적으로 65만달러에 삼성 라이온즈 유니폼을 입는다는 기사가 떴다.
공이 그리 빠르지 않고 커터, 커브, 체인지업을 주로 던진다는 이유 때문에 삼성 라이온즈 갤러리 및 여러 커뮤니티에서는 J.D. 마틴보다 나을 것이 없는데 왜 마틴을 버렸냐는 등의 클로이드 영입에 대한 의문을 많이 가졌는데, 실제로 둘의 통산 마이너리그 통산 세부기록은 큰 차이가 없었다. 하지만 한국에 오기 직전 3시즌 동안 마틴은 트리플A에서 107⅔, 130, 160⅓이닝을 소화한 반면 클로이드는 트리플A와 메이저 리그를 오가며 200, 173, 166⅔이닝을 소화했다. 이처럼 선수 생활을 하면서 크고 작은 부상으로 이닝 소화에 문제가 있었던 마틴과 달리 클로이드는 이닝 소화만큼은 마틴보다 더 나았다. 나이도 클로이드가 4살이 더 어리기도 하고. 다만 2014 시즌에 피홈런이 26개로 다소 많았는데, 콜럼버스 클리퍼스의 홈구장인 헌팅턴 파크가 인터내셔널리그 최고의 타자구장이긴 하지만 KBO에 타고투저 현상이 지속된다면 2015년 시즌에도 홈런을 많이 맞을 가능성이 높다.
시범경기 첫 등판에서 3이닝 3피홈런 8실점을 기록했다. 영입 당시에 삼성 프런트에서 그의 최고구속을 140 중반이라고 소개했을 때만 해도 많은 사람들이 불신했는데, 연습경기에 이어 시범경기에서도 패스트볼의 구속이 144까지 나오는 모습을 보였다. 다만 그의 기록과는 달리 불안한 제구력을 노출했다.
두번째 등판에선 NC를 상대로 5이닝 3피안타 1볼넷 3실점으로 무난한 피칭을 했다. 이 날 최고 구속은 143km/h였고, 제구력도 많이 안정된 모습을 보였다. 커브, 슬라이더, 커터, 투심, 체인지업까지 5가지 변화구를 모두 구사하기도 했다.

#### 페넌트레이스

##### 4월
4월 3일 대망의 정규시즌 첫 등판에서, LG 트윈스 상대로 6이닝 7K 1BB 0HR 1R(1ER)을 기록하여 시범경기의 불안한 모습을 지워버렸다.
실점도 적지만, 특히 아름다운 K/BB를 기록하여 삼갤에서 클교수님이라고 불리기 시작했다.
4월 9일 롯데와의 경기에서는 7이닝 동안 106구를 던지며 7피안타(1홈런) 2사사구 2탈삼진 3실점 퀄리티스타트 플러스를 기록했다. 하지만 승리투수가 되지는 못했다.

##### 5월
5월 17일 NC전에서는 7이닝을 6피안타 2실점(1자책)으로 잘 던졌지만 타선이 점수를 내지 못해서 4연승 뒤 첫 패전투수가 되었다.
5월 24일 KIA전에서는 6이닝 2실점 호투에도 불구하고 조쉬 스틴슨의 더 좋은 호투 및 타선이 물을 먹는 바람에 패했다.
2연속으로 타선지원이 부재하여 패를 먹자 슬슬 팬심도 동정하는 중... 벌써부터 윤석민상 이야기가 나오기도 하고 있다.
5월 30일 LG 트윈스 전에서는 모처럼 타선이 터져 주며 승리를 챙겼다.

##### 6월
아내의 출산 휴가로 1주일간 휴가를 떠나게 되었다. (클리대가 된 이유)
6월 5일 NC전에서 7.1이닝동안 1실점으로 틀어막으며 시즌 6승째를 올리고, 팀도 7연승을 달리게 됐다. 이번 시즌 가장 오랜 이닝을 던졌다.
6월 17일 그의 아들이 출산했다. 아기와 산모 모두 건강한 상태이고 18일 선발 등판 후 바로 아기를 보러 출국한다.
아기의 출산으로 긴장이 풀렸는지 솔직히 그럴만해 두산전에서는 6이닝 동안 8피안타 2볼넷으로 4실점하며 시즌 11번째 퀄리티스타트 달성에 실패했다.
미국에 출산휴가를 간 동안, 시즌 5피홈런 중 2피홈런(5/12, 6/11)을 때려낸 최진행이 약물 복용으로 징계를 받으면서 팬들 사이에서 안타까움을 샀다. 심지어 6/11 홈런은 결승홈런이었다.
원래는 26일 오후 귀국할 예정이었으나 아내가 산후 조리 과정에서 몸상태가 좋지 않아 구단 측의 양해를 구하고 2일 더 머무르기로 했다.

##### 7월
7월 1일 5이닝 4실점으로 막고 주자를 두 명 내보낸 뒤 강판당했고, 뒤이어 올라온 신용운이 귀신같이 얻어맞으며 자책점을 떠안았다. 이어진 실점에 승리도 날아간 것은 덤. 이후 타선의 분발로 결국 경기는 이겼지만 6회에 올라오자마자 홈런을 맞은 데 이어 주자를 연달아 내보내는데도 꿈쩍않다가 결국 경기를 말아먹을 뻔했다.
하지만 이후에도 부진은 계속되어 7월 10일 kt전에서도, 전반기 마지막 경기였던 7월 16일 넥센전에서도 모조리 5회를 채우지 못하고 조기강판되는 등 매우 좋지 않은 모습을 보였다. 5경기 연속 QS 실패는 덤. 공교롭게도 미국으로 가기 전 경기부터 계속 부진하고 있었다. 클리대가 이런 모습을 계속 보이자 삼성팬들은 실망한 나머지 클원삼, 클리대, 클션, 클씹차 등으로 부르고 있다.
7월 24일 한화전에서는 1회말, 2회말 투구수가 무려 65개로 많았지만 6이닝 2실점 QS를 달성하였다.

##### 8월
8월 5일 kt전에서 7이닝 7피안타 1탈삼진 1실점으로 승리 투수가 되었다.
8월 11일 전에서 선발등판하였다. 6과 1/3이닝 4실점으로 패전 투수가 되었다.
8월 18일 두산전에서 선발등판하였다. 6이닝 2실점으로 승리투수가 되었다. 이로서 3년 만에 피가로와 같이 외국인 10승 투수가 되었다.
8월 29일엔 6이닝 7실점으로 매우 부진했다.

##### 9월
9월 4일 SK전 4.1이닝 7자책점으로써 팀의 패배에 크게 기여했다.
9월 9일 사직 롯데전에 선발로 등판해 6이닝 5피안타 2피홈런 4볼넷 5K 3실점을 기록했으나, 팀은 브룩스 레일리에 막혀 3득점에 그쳤고 동점 허용 후 내려갔다.
9월 16일 2회에 이것이 프로야구인가 싶을 정도의 실책으로 점수를 내줬다. 2회후 정신차리고 좋은 피칭을 하였지만 7회에 홈런포함 3실점을 하여 겨
우 동점을 만들어준 타자들의 뒷통수를 후려치고 6이닝 7실점 4자책점으로써 팀의 패배에 크게 일조를 했고, 팀의 매직넘버도 날려버렸다.
여기까지 총평을 보자면 클리대는 확실히 후반기 들어서 지친 모습이 역력하며 새로운 삼성 라이온즈의 통합 5연패의 불안요소가 되어버렸고, 알프레도 피가로처럼 전반기를 씹어먹는 활약을 선보인것도 아니다.
9월 23일 8이닝 1피안타 2볼넷 9K 무실점으로 자신의 최다 투구 이닝이었던 7.1이닝을 넘어서는 최고의 경기를 보여주었다.
9월 30일 2.2이닝 9실점으로 부진했다. 결국 재계약에 실패하면서 그는 쓸쓸히 팀과 결별했다.

## 미국 프로야구 복귀
2016년 2월 2일 지난 시즌 두산 베어스에서 활약했던 데이빈슨 로메로와 함께 뉴욕 양키스와 마이너 계약을 체결했다.

## 플레이스타일
키 191cm, 몸무게 95.3kg의 나쁘지 않은 신체조건을 지녔다. 영입 당시의 발표에 따르면 직구 구속이 90마일(145km/h)대라고 했는데 이건 다소 뻥튀기된 얘기고 실제로는 평균 86.3마일(약 139km/h)로 한국 기준으로 봐도 느린 편이다. 이 안 좋은 구위 때문에 지명 당시에도 지명 순위가 꽤 밀린 편이었다. 2012년 시즌 막바지 메이저 리그에 콜업되었을때는 등판하는 경기마다 홈런을 맞는(...) 쓰레기 구위의 문제를 보이기도 했다.
변화구로는 커터와 커브, 체인지업을 던진다. 주 무기는 커터. 커터와 직구 위주의 피칭을 한다. 그 외에도 슬라이더, 투심(싱커)까지 총 5가지의 변화구를 던질 줄 아는데, 이 구질들이 다 땅볼 유도에 효과적이라 마이너에선 땅볼 아웃 비중이 높은 편이었다. 체인지업의 비중도 높은 편이라 좌우 타자 상대 성적도 비슷하다.

## 연도별 성적
2015 시즌 28경기에 등판해 10승 11패, 평균자책점 5.20를 기록하였다.

## 기타
최훈 카툰에 나오는 사돌이를 굉장히 좋아하는 듯하다. 삼성 타자들이 홈런을 치면 받는 사돌이 인형을 팀 동료들에게 요청해서 갖고 노는 것으로 보인다.
참고로 위의 두 짤은 같은 날에 보여준 모습이 아니라, 이틀 연속으로 보여준 모습이다.
전 프로야구 선수인 송산이 삼성과 LG의 시합을 참관했을 때 그의 어색한 모습을 봤었다. 송산이 삼성 대기실에 가 보니 LG 트윈스의 헨리 소사가 삼성의 용병 야마이코 나바로와 알프레도 피가로를 만나러 삼성 라커룸으로 찾아와 있었다. 그들 모두 도미니카 공화국 국적의 선수들이기 때문에 세 선수는 스페인어로 환담을 나누며 즐거운 한때를 보냈지만 그는 미국 국적이기 때문에 스페인어를 몰랐다. 그래서 그는 스페인어로 진행된 이 ‘용병들의 수다’에 끼지 못하고 ‘뻘쭘하게’ 서 있었다. 눈치를 챈 채태인 선수가 “거기 있어봐야 알아듣지도 못하면서 왜 거기 있냐? 차라리 이쪽으로 와라”고 농담을 던져 어색한 분위기가 사라지긴 했다. -출처: 송산의 돌직구통신
아직 28세의 나이이지만 탈모가 있다. 집에서 본인의 경기를 보며 스트레스를 받아서 탈모가 왔다고 한다. 그나마 다행스러운 점은 자신보다 한 살 어린 같은 외국인 선수 조쉬 스틴슨도 탈모라서 유일한 탈모 외국인이 아니라는 것이다.